# Cherry Filter
Cherry Filter (coréen : 체리 필터, est un groupe de rock sud-coréen formé en 1997.

## Histoire
Lorsque le groupe a été formé. Le public était curieux de connaître la signification du nom "Cherry Filter". Cho Youjeen a déclaré dans une interview qu'elle voulait un nom qui exprime à la fois la féminité et de la masculinité. La masculinité est représentée par le filtre et la féminité par la cerise.

## Membres
Cheung Woo Jin, connu également sous le nom "Zin" (Leader & Guitariste), né le 20 avril 1976.
Cho Youjeen (Chant) né le 5 juillet 1977. En 2001, elle quitté temporairement le groupe pour poursuivre une carrière solo au Japon mais néanmoins, elle est toujours actif en Corée du Sud dans le cadre de Cherry Filter.
Yaenhead (Basse) né le 21 septembre 1976.
Sonstar (Batterie) né le 13 janvier 1977.

## Discographie

### Albums
- Volume 1 - HEAD-UP (14 avril 2000)
- Volume 2 - Made in Korea (13 août 2002)
- Volume 3 - The Third Eye (3 septembre 2003)
- Volume 4 - Peace 'N' Rock 'N' Roll (22 août 2006)
- Volume 5 - Rewind (17 septembre 2007)
- Volume 6 - Rocksteric (27 août 2009)

### Singles
- You Passed Me By (너는 나를 지나쳐) (24 mai 2004)
- Orange Road (1er août 2008)
- WM7 (7 juillet 2010)

## Récompenses
- 2002 sbs Korean pop award - Rock
- 2002 the 13th Seoul Korean pop award - Rock
- 2003 sbs Korean Korean pop award - Rock
- 2003 the 14th Seoul Korean pop award - Rock
- 2003 M.net Music Video Festival - Rock
- 2003 KMTV Korean Music award - Rock
- 2003 KBS Korean pop award - The band of the year for teenagers
- 2003 the 18th Goldendisk awards - Rock
- 2007 M.net KM Music Festival - Rock)
- 2008 Mtv Video Music Award Japan BuzzASIA from Korea)